# Flashback (datorspel)
Flashback (i USA Flashback: The Quest for Identity) är ett plattformsspel utvecklat av franska Delphine Software International och släppt av US Gold i USA och Europa, samt av Sunsoft i Japan. Spelet står med i Guinness Rekordbok som det bäst säljande franska spelet någonsin.
Flashback släpptes ursprungligen till Amiga 1992, för att sedan porteras till MS-DOS, Acorn Archimedes, Sega Mega Drive/Genesis och Super Nintendo Entertainment System 1993. CD-ROM-versioner av Flashback för 3DO, Apple Macintosh, Atari Jaguar, CD-i, FM Towns, MS-DOS och Mega-CD släpptes under 1994 och 1995. 2018 släpptes spelet till Nintendo Switch.
Spelet marknadsfördes som ett "CD-ROM-spel på spelkassett". Bakgrunderna är målade för hand och alla animationer är gjorda med hjälp av rotoscoping, vilket gjorde dem ovanligt mjuka för sin tid. Spelkontrollen påminner om den i Prince of Persia.
En tvåspårig soundtrack-CD släpptes med musik inspirerad av spelet, men inte direkt från det.

## Handling
Spelet utspelar sig år 2142 och handlar om agent Conrad B. Hart vid Galaxia Bureau of Investigation och hans försök att återfå sitt förlorade minne och att rädda världen. Under ett uppdrag upptäcker han en plan på att förstöra Jorden som involverar utomjordingar utklädda till statstjänstemän. Conrad skickar en kopia av sitt minne till sin vän Ian och spelar in ett holografiskt meddelande åt sig själv i en holocube som en säkerhetsåtgärd ifall han skulle få sitt minne raderat. Precis som han fruktade kidnappar utomjordingarna Conrad och raderar hans minne. Han lyckas fly men blir nerskjuten och kraschlandar i en djungel på Titan.
Conrad återfinner snart sin holocube och ser en bild av sig själv som instruerar honom att ta sig till New Washington, också på Titan, för att återfå sitt minne från en vän Ian. Han stöter dock på en främling som skadats av utomjordingar. Conrad hittar dennes teleporter och ger honom denna. Mannen teleporterar sig iväg men lämnar ett ID-kort, som Conrad senare använder. Snart köper han ett antigravitationsbälte för att hoppa ner i ett hål som leder till New Washington.
Väl där angrips hans vän av korrumperade poliser. Conrad skjuter ihjäl dem och Ian använder en regenerator för att återställa Conrads minne. Conrad frågar Ian vad som krävs för att han ska kunna återvända till Jorden. Ian berättar att biljettpriset är högt, och han kan delta i teveprogrammet Death Tower (Cyber Tower i Super Nintendo-versionen). Conrad frågar Ian om han kan ordna några falska handlingar men Ian säger att han ska tala med Jack i baren (Kaféet i Super Nintendo-versionen). Då han kommer dit berättar Jack att det kostar 1500 krediter. Conrad skaffar ett arbetstillstånd och genom att utföra en serie farliga uppdrag tjänar han ihop de pengar han behöver. Jack ger honom papperen och Conrad beger sig till Death Tower.
Conrad vinner tävlingen. Då han återvänder till Jorden upptäcker ett gäng korrupta poliser honom och försöker döda honom. Efter att ha besegrat dessa hamnar han i Paradise Club, som är utomjordingarnas gömställe på Jorden.
Conrad ser tre utomjordingar, alla utom en utklädda, som talar om hur de givit människorna förmågan att producera den energi de behöver, och hur miljoner av utomjordingarnas krigare snart kommer att teleporteras till Jorden för att förgöra mänskligheten. Gallret som Conrad gömt sig bakom lossnar och den icke-förklädda utomjordingen för honom till en fängelsecell och tar hans vapen från honom. Snart öppnar en terminator från Death Tower Conrads dörr och försöker döda honom men Conrad smiter iväg och hittar pistolen som han sen använder för att besegra terminatorn.
Slutligen hittar Conrad en teleportör som leder honom till den avlägsna planeten Morphs, utomjordingarnas hem. Där finner Conrad en människa vid namn Phillip Harvard Clark som tagits till fånga. Då Conrad försöker befria honom skjuter en morph Phillip eftersom dörren står öppen men besegras senare av Conrad. Innan Phillip dör hinner han ge Conrad sin atomladdning. Conrad hittar även Phillips dagbok vilken ger honom grundlig information.
Snart tar sig Conrad in i Master Brain-området. Från säker plats kan Conrad höra Phillips röst säga åt honom att placera atomladdningen på platsen och sedan sticka därifrån. Conrad gör detta och Morphs börjar skaka och smulas sönder. Conrad flyr slutligen iväg i en rymdfarkost och lämnar Morphs atmosfär strax före planeten exploderar. Spelet slutar med att Conrad skriver ett meddelande i rymdfarkostens dagbok. Conrad ses sedan frysa ner sig.

### Om handlingen
Spelet tillhör cyberpunkgenren. Handlingen utspelar sig i en dystopisk värld med statliga konspirationsteorier, cyberteknik och en blek syn på världen. Spelet lånar även teman från vissa filmer: de dödliga kloten i Phantasm och flera dystopiska teman från Blade Runner. Berättelsen påminner även om They Live med glasögon som avslöjar de förklädda utomjordingarna samt Total Recall med en huvudperson som kopierar sitt minne innan det raderas.

## Olika versioner
DOS-versionen innehåller en förlängd introduktion samt fler mindre mellanscener än i Amiga-versionen, exempelvis då föremål plockas upp. I Amigaversionen går dock dessa scener att se genom ett tillval (dock med några få sekunders fördröjning vid varje laddning) eller genom att spela spelet enbart på hårddisken. I Amigaversionen kan man också välja att zooma in scenerna då Conrad öppnar eld. Detta kritiserades dock för att bildmässigt se dåligt ut och togs bort från övriga versioner. Conrads slutmeddelande var också annorlunda.
Spelet släpptes även på 3.5"-diskett för MS-DOS. Återlanseringar på CD-ROM för 3DO, CD-i, PC och Mega-CD innehöll omgjorda rörliga bilder med taldialog och ljud. Jaguar-portningen har samma titelskärm som dessa, men musiken är annorlunda och titelskärmens utseende är det enda som den har gemensamt med CD-versionerna. I Mac-versionen har grafiken anpassats för en högre bildupplösning och innehåller mer detaljer.
I Nordamerika innehöll versionerna till Sega Genesis, Super Nintendo och Sega CD en serietidning av Marvel Comics i bruksanvisningen för att förklara bakgrundsberättelsen. Till PAL Sega Mega Drive och Super Nintendo (ingen version till Mega-CD fanns) ersattes serietidningen av en textprolog.

## Misstolkningar
Flashback blev, vilket sker än i dag, ofta misstaget för att vara en uppföljare till Eric Chahis datorspel Another World. Även om likheter finns har de två helt olika handling och inget större samband med karaktärerna i Flashback finns. Flashback misstas ofta på grund av följande:
- Båda spelen publicerades av DSI.
- Another World använder också rotoscope-animering. Båda spelen har liknande grafik, men olika bakgrundsskärm, även om 3DO-versionen av Another World också hade handmålad bakgrund, precis som Flashback.
- Spelkontrollen för Flashback är baserad på den i Another World, men Flashback har även stegbaserad spelkontroll.

## Uppföljare
En uppföljare vid namn Fade to Black producerades av Delphine Software International 1995 till PC och Playstation.
Ett tredje spel, Flashback Legends, var under utveckling av både Delphine Software International och Adeline Software International och var tänkt att släppas 2003 men avbröts då företaget förklarades bankrutt och upphörde vid slutet av 2002.